# In silico
In silico is het uitvoeren van biologisch-chemische proeven door computerberekeningen. Dit in tegenstelling tot in vitro (in reageerbuis, letterlijk "in glas"), in vivo (in levend weefsel) en in situ (in natuurlijke omgeving, letterlijk "op zijn plaats").
Hier komt geen reactie aan te pas, de reacties worden gesimuleerd in een computermodel. Dit wordt op grote schaal gebruikt bij het World Community Grid, waar overtollige rekencapaciteit van privécomputers wordt ingezet om te zoeken naar medicatie voor kanker, aids, malaria of zelfs naar nieuwe foto-elektrische materialen voor ontwikkeling van schone energie.
De term is pseudo-Latijn (correct Latijn: in silicio) en wordt daarom meestal niet cursief geschreven. 